# 1969 en mathématiques
| Années des mathématiques : 1966 - 1967 - 1968 - 1969 - 1970 - 1971 - 1972    |
| Décennies des mathématiques : 1930 - 1940 - 1950 - 1960 - 1970 - 1980 - 1990 |

Cet article présente les faits marquants de l'année 1969 en mathématiques.

## Naissances
- 1er janvier :
  - Thierry Goudon, mathématicien français.
  - Tasawar Hayat, mathématicien pakistanais.
- 23 janvier : Philippe Gabriel Michel, mathématicien français.
- 25 février : Paul Biran, mathématicien israélien.
- 29 mars : Shinichi Mochizuki, mathématicien japonais.
- 24 mai : Alice Guionnet, mathématicienne française.
- 26 juillet : Andreï Okounkov, mathématicien russe, médaille Fields en 2006.
- 10 septembre :
  - Sarah J. Greenwald, mathématicienne américaine.
  - Carmen Domínguez, glaciologue, exploratrice polaire et mathématicienne espagnole.
- 15 septembre : Zvezdelina Stankova, mathématicienne bulgare.
- 30 novembre : Matilde Marcolli, mathématicienne italienne.
- 8 décembre : Kristin Lauter, mathématicienne américaine.
- 9 décembre : Raphaël Rouquier, mathématicien français.
- 20 décembre : Nicușor Dan, homme politique et mathématicien roumain.
- 25 décembre : Hinke Osinga, mathématicienne néerlandaise.
- 28 décembre : Vinayak Vatsal, mathématicien canadien.
- András Vasy, mathématicien américain et hongrois.
- Eleanor Robson, archéologue et historienne des mathématiques.
- Hee Oh, mathématicienne sud-coréenne.
- Judy Walker, mathématicienne américaine.
- Ju-Lee Kim, mathématicienne sud-coréenne.
- Natasha Flyer, mathématicienne américaine.
- Otmar Venjakob, mathématicien allemand.
- Rahul Pandharipande, mathématicien indo-américain.

## Décès
- 11 janvier : Václav Hlavatý (né en 1894), mathématicien et physicien théoricien tchèque, puis américain.
- 22 janvier : Josephine Burns Glasgow (née en 1887), mathématicienne américaine.
- 3 février : Xiong Qinglai (né en 1893), mathématicien chinois.
- 7 février : Hans Rademacher (né en 1892), mathématicien allemand.
- 9 juin : Harold Davenport (né en 1907), mathématicien britannique.
- 31 août : Kató Rényi (née en 1924), mathématicienne hongroise.
- 4 septembre : Marcel Riesz (né en 1886), mathématicien hongrois.
- 21 octobre : Waclaw Sierpinski (né en 1882), mathématicien polonais.